# Progressione del record mondiale del lancio del giavellotto femminile

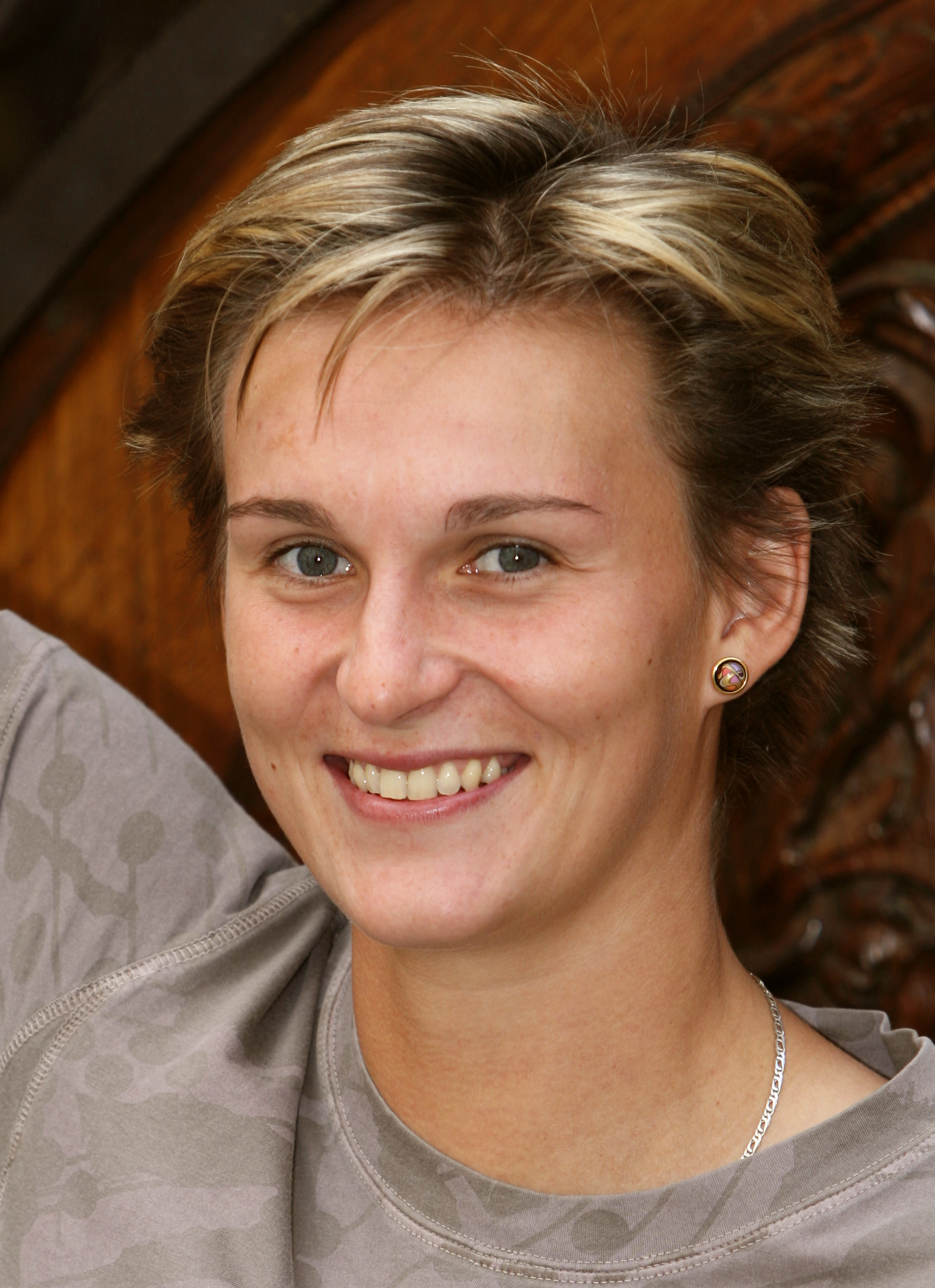
Barbora Špotáková, detentrice del record mondiale della specialità

La voce seguente illustra la progressione del record mondiale del lancio del giavellotto femminile di atletica leggera.
Il primo record mondiale femminile venne riconosciuto dalla federazione internazionale di atletica leggera nel 1922. Poiché l'attrezzo è stato modificato nel 1999, avanzando il baricentro per ridurne la parabola, vi sono due progressioni: la prima, fino al 1999, e la seconda successivamente, relative ai due tipi di giavellotto. Ad oggi, la World Athletics ha ratificato ufficialmente 48 record mondiali di specialità.

## Progressione
| Misura                                   | Atleta               | Nazione          | Luogo | Data              | Note |
| ---------------------------------------- | -------------------- | ---------------- | --- | ----------------- | ---- |
| Vecchio attrezzo (fino al 31 marzo 1999) |                      |                  | |                   |      |
| 25,01 m                                  | Božena Šrámková      | Cecoslovacchia   | Praga, Cecoslovacchia | 6 agosto 1922     |      |
| 25,32 m                                  | Božena Šrámková      | Cecoslovacchia   | Praga, Cecoslovacchia | 13 agosto 1922    |      |
| 27,24 m                                  | Marie Janderová      | Cecoslovacchia   | Ostrava, Cecoslovacchia | 25 maggio 1924    |      |
| 37,57 m                                  | Guschi Hargus        | Germania         | Berlino, Germania | 12 giugno 1927    |      |
| 38,39 m                                  | Guschi Hargus        | Germania         | Berlino, Germania | 18 agosto 1928    |      |
| 40,27 m                                  | Ellen Braumüller     | Germania         | Berlino, Germania | 12 luglio 1930    |      |
| 42,28 m                                  | Ellen Braumüller     | Germania         | Magdeburgo, Germania | 2 agosto 1931     |      |
| 44,64 m                                  | Ellen Braumüller     | Germania         | Berlino, Germania | 12 giugno 1932    |      |
| 46,74 m                                  | Nan Gindele          | Stati Uniti      | Chicago, Stati Uniti | 18 giugno 1932    |      |
| 47,24 m                                  | Anneliese Steinheuer | Germania         | Francoforte, Germania | 21 giugno 1942    |      |
| 48,21 m                                  | Herma Bauma          | Austria          | Vienna, Austria | 29 giugno 1947    |      |
| 48,63 m                                  | Herma Bauma          | Austria          | Vienna, Austria | 12 settembre 1948 |      |
| 49,59 m                                  | Natal'ja Smirnickaja | Unione Sovietica | [[File: Flag of the Soviet Union (1936 – 1955).svg\|class=noviewer\| Unione Sovietica (bandiera)\|border\|20x16px]] Mosca, Unione Sovietica      | 25 luglio 1949    |      |
| 53,41 m                                  | Natal'ja Smirnickaja | Unione Sovietica | [[File: Flag of the Soviet Union (1936 – 1955).svg\|class=noviewer\| Unione Sovietica (bandiera)\|border\|20x16px]] Mosca, Unione Sovietica      | 5 agosto 1949     |      |
| 53,56 m                                  | Nadežda Konjaeva     | Unione Sovietica | [[File: Flag of the Soviet Union (1936 – 1955).svg\|class=noviewer\| Unione Sovietica (bandiera)\|border\|20x16px]] Leningrado, Unione Sovietica | 5 febbraio 1954   |      |
| 55,11 m                                  | Nadežda Konjaeva     | Unione Sovietica | [[File: Flag of the Soviet Union (1936 – 1955).svg\|class=noviewer\| Unione Sovietica (bandiera)\|border\|20x16px]] Kiev, Unione Sovietica       | 22 maggio 1954    |      |
| 55,48 m                                  | Nadežda Konjaeva     | Unione Sovietica | [[File: Flag of the Soviet Union (1936 – 1955).svg\|class=noviewer\| Unione Sovietica (bandiera)\|border\|20x16px]] Kiev, Unione Sovietica       | 6 agosto 1954     |      |
| 55,73 m                                  | Dana Zátopková       | Cecoslovacchia   | Praga, Cecoslovacchia | 1º giugno 1958    |      |
| 57,40 m                                  | Anna Pazera          | Australia        | Cardiff, Regno Unito | 24 luglio 1958    |      |
| 57,49 m                                  | Birutė Kalėdienė     | Unione Sovietica | Tbilisi, Unione Sovietica | 30 ottobre 1958   |      |
| 57,92 m                                  | Ėl'vira Ozolina      | Unione Sovietica | Leselidze, Unione Sovietica | 3 maggio 1960     |      |
| 59,55 m                                  | Ėl'vira Ozolina      | Unione Sovietica | Bucarest, Romania | 4 giugno 1960     |      |
| 59,78 m                                  | Ėl'vira Ozolina      | Unione Sovietica | Mosca, Unione Sovietica | 3 luglio 1963     |      |
| 62,40 m                                  | Elena Gorčakova      | Unione Sovietica | Tokyo, Giappone | 16 ottobre 1964   |      |
| 62,70 m                                  | Ewa Gryziecka        | Polonia          | Bucarest, Romania | 11 giugno 1972    |      |
| 65,06 m                                  | Ruth Fuchs           | Germania Est     | Potsdam, Germania Est | 11 giugno 1972    |      |
| 66,11 m                                  | Ruth Fuchs           | Germania Est     | Edimburgo, Regno Unito | 7 settembre 1973  |      |
| 67,22 m                                  | Ruth Fuchs           | Germania Est     | Roma, Italia | 3 settembre 1974  |      |
| 69,12 m                                  | Ruth Fuchs           | Germania Est     | Berlino Est, Germania Est | 10 luglio 1976    |      |
| 69,32 m                                  | Kate Schmidt         | Stati Uniti      | Fürth, Germania Ovest | 11 settembre 1977 |      |
| 69,52 m                                  | Ruth Fuchs           | Germania Est     | Dresda, Germania Est | 13 giugno 1979    |      |
| 69,96 m                                  | Ruth Fuchs           | Germania Est     | Spalato, Jugoslavia | 29 aprile 1980    |      |
| 70,08 m                                  | Tatyana Biryulina    | Unione Sovietica | Podol'sk, Unione Sovietica | 12 luglio 1980    |      |
| 71,88 m                                  | Antoaneta Todorova   | Bulgaria         | Zagabria, Jugoslavia | 15 agosto 1981    |      |
| 72,40 m                                  | Tiina Lillak         | Finlandia        | Helsinki, Finlandia | 29 luglio 1982    |      |
| 74,20 m                                  | Sofia Sakorafa       | Grecia           | La Canea, Grecia | 26 settembre 1982 |      |
| 74,76 m                                  | Tiina Lillak         | Finlandia        | Tampere, Finlandia | 13 giugno 1983    |      |
| 75,26 m                                  | Petra Felke          | Germania Est     | Schwerin, Germania Est | 4 giugno 1985     |      |
| 75,40 m                                  | Petra Felke          | Germania Est     | Schwerin, Germania Est | 4 giugno 1985     |      |
| 77,44 m                                  | Fatima Whitbread     | Regno Unito      | Stoccarda, Germania Ovest | 28 agosto 1986    |      |
| 78,90 m                                  | Petra Felke          | Germania Est     | Lipsia, Germania Est | 29 luglio 1987    |      |
| 80,00 m                                  | Petra Felke          | Germania Est     | Potsdam, Germania Est | 9 settembre 1988  |      |
| Nuovo attrezzo (dal 1º aprile 1999)      |                      |                  | |                   |      |
| 67,09 m                                  | Miréla Manjani       | Grecia           | Siviglia, Spagna | 28 agosto 1999    |      |
| 68,22 m                                  | Trine Hattestad      | Norvegia         | Roma, Italia | 30 giugno 2000    |      |
| 69,48 m                                  | Trine Hattestad      | Norvegia         | Oslo, Norvegia | 28 luglio 2000    |      |
| 71,54 m                                  | Osleidys Menéndez    | Cuba             | Retimo, Grecia | 1º luglio 2001    |      |
| 71,70 m                                  | Osleidys Menéndez    | Cuba             | Helsinki, Finlandia | 14 agosto 2005    |      |
| 72,28 m                                  | Barbora Špotáková    | Rep. Ceca        | Stoccarda, Germania | 13 settembre 2008 |      |